# سلعيت

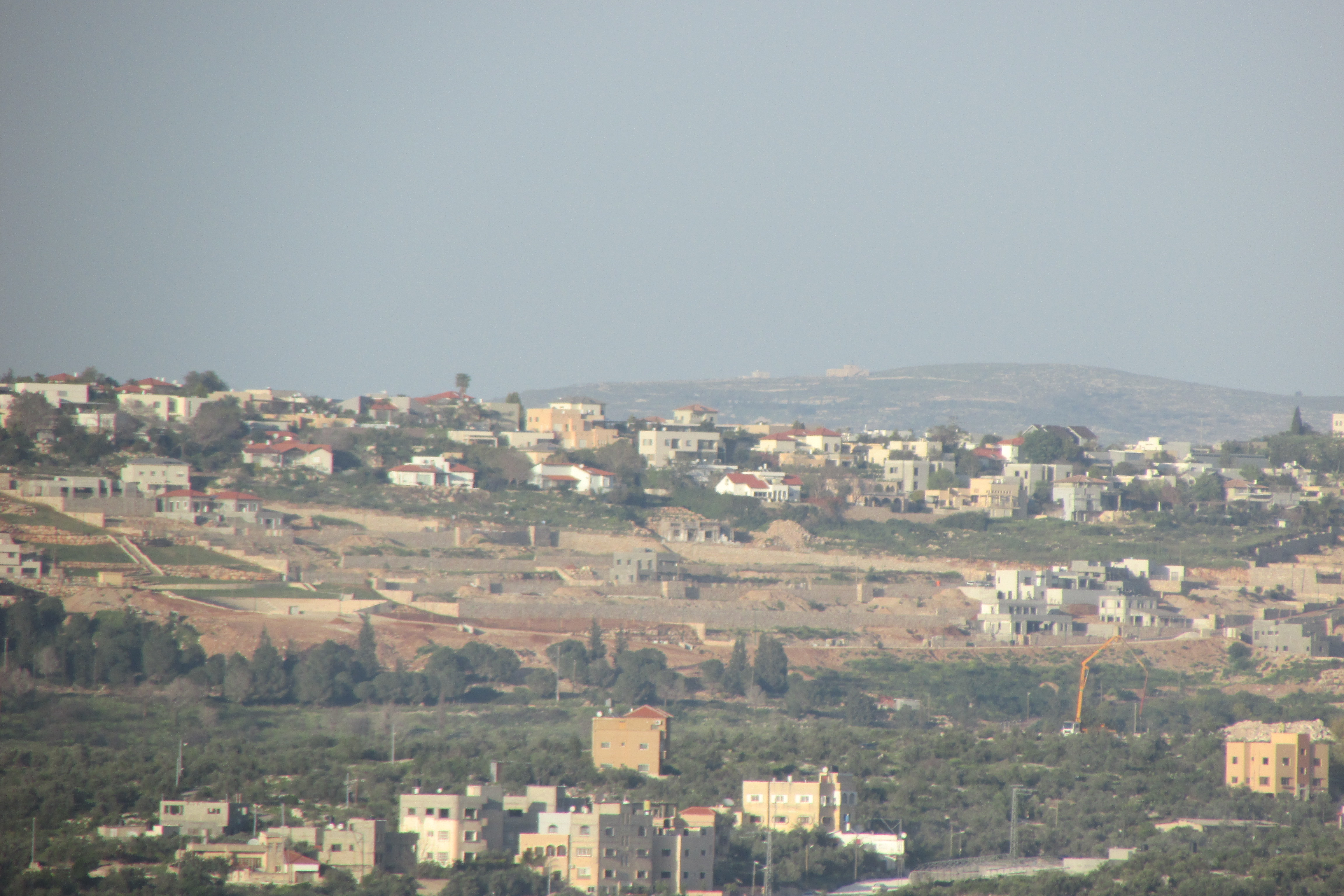
سلعيت في الضفة الغربية

سلعيت (بالعبرية: סַלְעִית) مستوطنة أو موشاف إسرائيلية أقيمت شمال الضفة الغربية. تقع إلى الجنوب من محافظة طولكرم، وتتبع إداريًا مجلس شمرون الإقليمي. بلغ عدد سكانها في 2018، حوالي 1,190 مستوطن.

## التسمية
أخذت سلعيت اسمها الذي يعني باللغة العربية «الصخر» من اسم القرية الفلسطينية التي أقامت مبانيها على أراضيها «كفر صور».

## التأسيس والجغرافيا
أسست حركة ميشكي هيروت بيتار المستوطنة في عام 1979، على أراضي قرية كفر صور.
في عام 2002، وبعد إقامة جدار الفصل العنصري، عزلت سلطات الاحتلال حوالي 4,000 دونمًا من أراضي قرية كفر صور.
في عام 2018، بلغت مساحة المستوطنة الكلية حوالي 691 دونمًا، فيما كانت مساحتها العمرانية حوالي 443 دونمًا.

## الجانب القانوني
يعتبر المجتمع الدولي المستوطنات الإسرائيلية في الضفة الغربية غير قانونية بموجب القانون الدولي، لكن الحكومة الإسرائيلية تعارض ذلك.

## وصلات خارجية
- الموقع الرسمي